# Румбек (аеропорт)
Аеропо́рт «Румбек» — аеропорт у місті Румбек, Південний Судан.

## Розташування
Аеропорт розташований у місті Румбек, яке є центром округу Центральний Румбек, штат Озерний, Південний Судан. Аеропорт знаходиться приблизно за 8 км на південний схід від міста. До центрального аеропорту країни Джуба 302 км.

## Опис

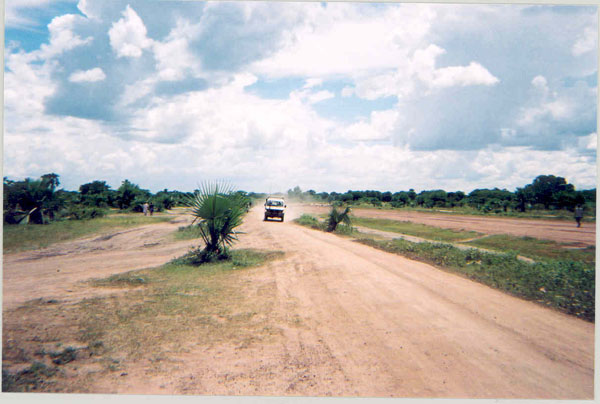
Дорога поблизу Румбека

Аеропорт знаходиться на висоті 420 метрів (1 380 футів) над рівнем моря, і має одну ґрунтову злітно-посадочну смугу, довжина якої невідома.
Аеропорт невеликий, але уряд штату планує розширення.

## Авіакомпанії і напрямки
Аеропорт пов'язаний регулярним авіасполученням з аеропортом Джуба. Рейси виконує авіакомпанія Авіалінії Південного Судану.

## Події

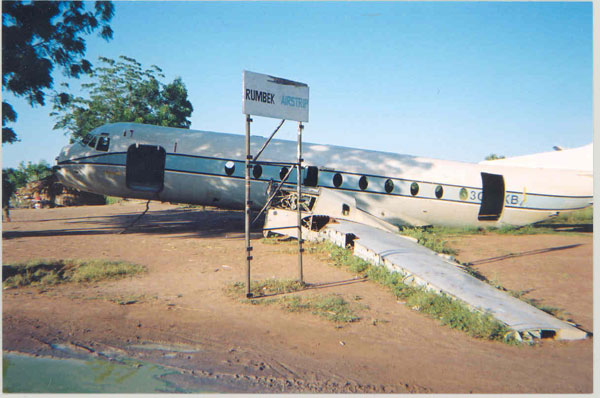
Літак Hawker Siddeley Andover Кенійської авіакомпанії 748 Air Services який був пошкоджений

- 10 березня 2003 року літак Douglas DC-3 авіакомпанії Rossair Contracts був сильно пошкоджений при заході на посадку. Причиною став сильний вітер. Літак був відремонтований і вилетів з аеропорту 17 квітня 2003 року[3][4].
- У березні 2003 року літак Hawker Siddeley Andover Кенійської авіакомпанії 748 Air Services був пошкоджений і не підлягав ремонту у зв'язку з відмовою двигунів[5].
- 2 травня 2008 року літак Beechcraft 1900, який управлявся авіакомпанією Southern Sudan Air Connection виконував рейс Вау-Джуба з проміжною посадкою у Румбеку. Літаком летіла делегація лідерів Народної армії визволення Судану, в тому числі міністр оборони Домінік Дім. Поблизу Румбека у літака відмовили обидва двигуни. Літак розбився. Загинули усі, хто був на борту[6].